# Neimengornis
Neimengornis (що означає «птах внутрішньої Монголії») — це вимерлий рід птахів, який мешкав на території сучасного Китаю в ранній крейді. Він містить один вид, N. rectusmim, який відомий за єдиним зразком, голотипом IMMNH-PV00122, виявленим у формації Цзюфотанг у Ляоніні.

## Етимологія
Родова назва відноситься до Музею природної історії Внутрішньої Монголії, де зберігається голотип, а видова назва означає «пряма мала п’ясткова кістка», що поєднує латинське слово rectus, що означає «прямий», тоді як «mim» скорочено від «мала п’ясткова кістка», маючи на увазі винятково прямі малі п’ясткові кістки, відмінні від інших птахів Jehol.